# Кристијан Бор
Кристијан  Бор (Christian Harald Lauritz Peter Emil Bohr, Копенхаген 14. фебруар 1855  – 3. фебруар 1911, Копенхаген) био је дански лекар и физиолог, који ће у медицини остати запамћен по епиниму Боров ефекат.

## Епоним
Боров ефекат је добио назив по Кристијану Бору који је први описао овај ефекат 1904. годинe, након што је установио да повећана киселост и повећана концентрација угљен-диоксида смањује афинитет молекула хемоглобина (Hb) за кисеоник (O2) повећава дисоцијацију HbO2 и више кисоника  ће се отпустити.

## Живот и каријера
Кристијан Бор је свој први научни рад под називом О утицају салицилне киселине на варење меса, објавио у 22 години живота. Наком што је докторирао физиологију у Лајпцигу 1886. године именован је за професора физиологије на Универзитету у Копенхагену.  
По својим верским ставовима, Бор је одгајан као лутерански хришћанин. У каснијем животу био је атеиста. У брака са Елен Адлер ступио је 1881. године и у браку са њом постао отац физичара и нобеловца Нилса Бора и математичара и фудбалера Харалда Бора, а потом и деда другог физичара и нобеловца Огеа Нилса Бора.  
Наком смрти 1911. године у 55 години живота у Копенхагену сахрањен је на локалном гробљу.

## Дело
Године 1891. године Бор  је први окарактерисао мртви простор, као део дисајних путева у којима нема размене гасова.
Почетком 1900-их, када је Кристијан Бор радио као професор на Универзитету у Копенхагену у Данској, постао је добро познат по свом раду у области респираторне физиологије.  Након што је провео око две деценије у раду на проучавању растворљивост кисеоника, угљен-диоксида и других гасова у различитим течностима,  он је спровео и опсежна истраживања о хемоглобину и његовом афинитету према кисеонику.  Када је Бор током 1903. године поче да сарађује са Карлом Хаселбалхом и Августом Крогом (двојицом његових сарадника на универзитету), у покушају да експериментално реплицира рад Густава фон Хуфнера, користећи пуну крв уместо раствора хемоглобина. Хуфнер је сугерисао да је крива везивања кисеоника и хемоглобина хиперболичног облика,  али након опсежног експериментисања, група из Копенхагена је утврдила да је крива у ствари сигмоидна. Након процеса исцртавања бројних кривуља дисоцијације, убрзо је постало очигледно да су високи парцијални притисци угљен-диоксида узроковали померање кривих удесно.  Даљи експерименти уз варирање концентрације угљен-диоксида брзо су пружили убедљиве доказе, потврђујући постојање онога што ће ускоро постати познато као Боров ефекат.